# ネイサン・ラーソン (政治家)

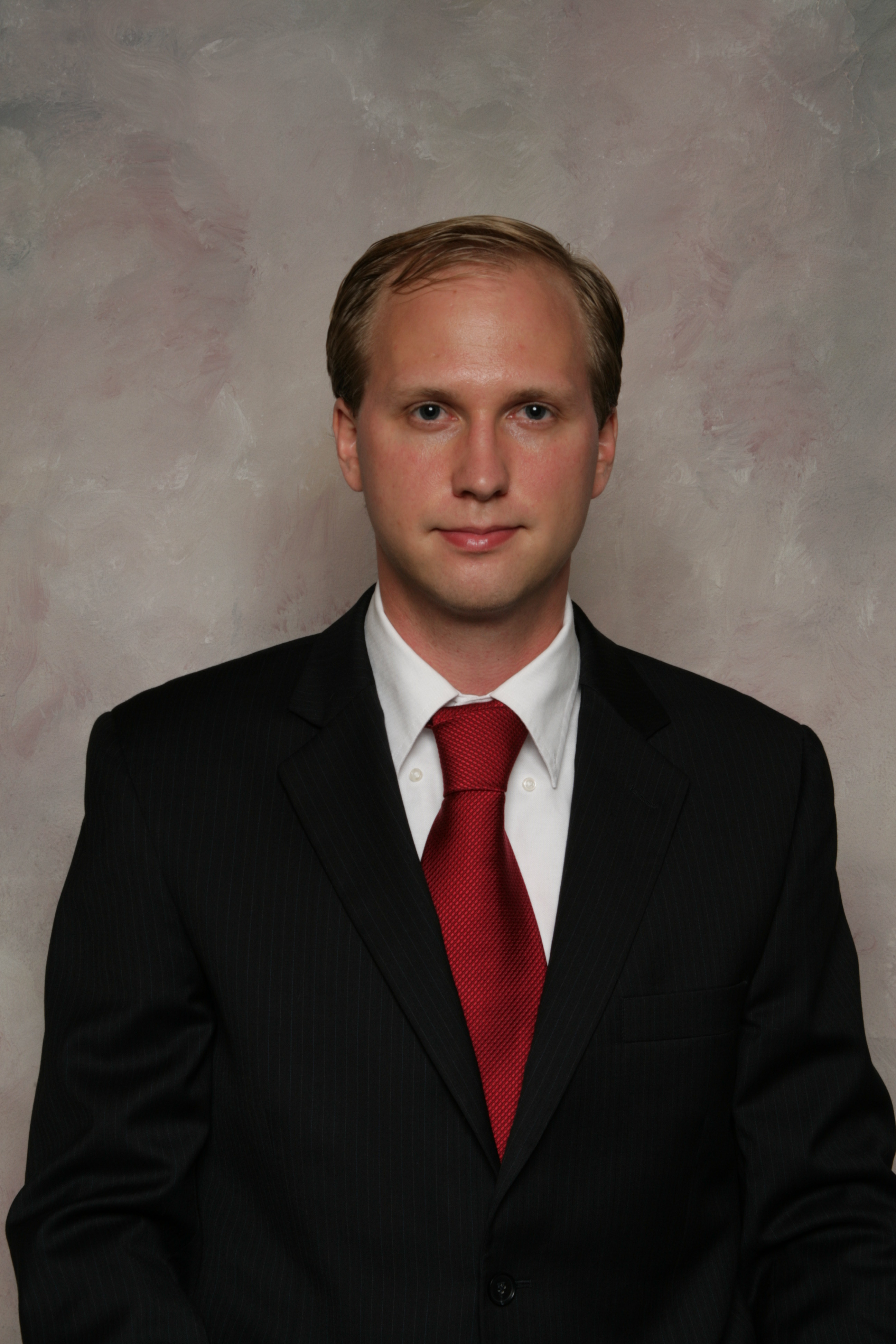
ネイサン・ラーソン（2008年）

ネイサン・D・ラーソン（Nathan D. Larson、1980年9月19日 - 2022年9月18日）は、アメリカ合衆国バージニア州の議員候補者。ジョージ・W・ブッシュ大統領かバラク・オバマ大統領に対する殺害予告の罪で14か月間服役した。ラーソンは女性の権利を大幅に縮小することと、小児性愛と近親相姦を合法化することを提案している。 また、白人至上主義者でもある。

## 経歴
会計士であるラーソンは、ジョージ・メイソン大学で学位を取得している。リバタリアン党の一員として大麻解禁運動に参加していた。
彼は2008年11月に、無政府資本主義者としてバージニア州第1議会地区選に出馬し、2％弱の得票を得た。
2020年12月、SNSで知り合った12歳の少女を誘拐し、コロラド州デンバーの空港で現行犯逮捕された。
2022年9月18日、刑務所に拘留中に獄死した。

### 選挙歴
| 日時                   | 選挙                  | 候補者                          | 政党                  | 投票数                | %                     |
| 第1区バージニア州議会  | 第1区バージニア州議会 | 第1区バージニア州議会           | 第1区バージニア州議会 | 第1区バージニア州議会 | 第1区バージニア州議会 |
| ---------------------- | --------------------- | ------------------------------- | --------------------- | --------------------- | --------------------- |
| 2008年11月4日          | 総選挙                | ロバート・J・ウィットマン       | 共和党                | 203,839               | 56.58                 |
| 2008年11月4日          | 総選挙                | ビル・S・デイ・ジュニア         | 民主党                | 150,435               | 41.75                 |
| 2008年11月4日          | 総選挙                | ネイサン・D・ラーソン           | リバタリアン党        | 5,265                 | 1.46                  |
| 2008年11月4日          | 総選挙                | 白票                            | 白票                  | 756                   | 0.21                  |
| 第31区バージニア州下院 |                       |                                 |                       |                       |                       |
| 2017年11月7日          | 総選挙                | L・スコット・リンガムフェルター | 共和党                | 12,658                | 44.19                 |
| 2017年11月7日          | 総選挙                | エリザベス・グスマン            | 民主党                | 15,466                | 53.99                 |
| 2017年11月7日          | 総選挙                | ネイサン・D・ラーソン           | 無所属                | 481                   | 1.68                  |
| 2017年11月7日          | 総選挙                | 白票                            | 白票                  | 39                    | 0.14                  |
| 第10区バージニア州議会 |                       |                                 |                       |                       |                       |
| 2018年11月6日          | 総選挙                | バーバラ・コムストック          | 共和党                |                       |                       |
| 2018年11月6日          | 総選挙                | ジェニファー・ウェクストン      | 民主党                |                       |                       |
| 2018年11月6日          | 総選挙                | ネイサン・D・ラーソン           | 無所属                |                       |                       |
| 2018年11月6日          | 総選挙                | 白票                            |                       |                       |                       |